# Quenten Martinus
Quenten Martinus, född 7 mars 1991, är en curaçaoisk fotbollsspelare som spelar för Urawa Red Diamonds.
Quenten Martinus spelade 6 landskamper för det curaçaoiska landslaget. Han deltog bland annat i Concacaf Gold Cup 2017.